# Saint-Ellier-du-Maine

Saint-Ellier-du-Maine este o comună în departamentul Mayenne, Franța. În 2009 avea o populație de 535 de locuitori.